# Matelea stenosepala
Matelea stenosepala là một loài thực vật có hoa trong họ La bố ma. Loài này được Lundell mô tả khoa học đầu tiên năm 1942.